# Marco Giuntelli
Marco Giuntelli (Tonco, 16 marzo 1905 – Asti, 15 aprile 1964) è stato un ciclista su strada italiano e Direttore Sportivo. Professionista e indipendente dal 1925 al 1936,si distinse soprattutto nelle corse in linea: fu secondo al Giro di Toscana 1925, primo al Giro del Piemonte 1928, secondo al Giro della Provincia di Reggio Calabria 1930, primo nella Coppa Bernocchi 1932,secondo nella Nizza-Annot-Nizza 1934. Era fratello minore di Battista Giuntelli, anch'egli ciclista.

## Carriera
Originario della provincia di Asti, dodicesimo di tredici figli di Vittoria e Lorenzo Giuntelli, gestori di una cava di gesso, nelle vicinanze della loro casa, insieme ad altri familiari e dipendenti; Marco si allenava anche facendo consegne per la bottega di una delle sue sorelle; Vittorina, una sua nipote, che spesso gli faceva visita in compagnia della mamma, loro sorella, ricorda : "Erano i primi anni venti del novecento, capitavo nella bottega della zia di frequente e lo vedevo partire per le consegne; mi salutava dicendo che gli servivano per FARSI LE GAMBE !".  
Il tredicesimo fratello, Antonio, del 1908, seguendo le orme dei suoi fratelli, si dedicò all'attività agonistica per un periodo.
Marco Giuntelli iniziò a gareggiare con la bicicletta all' età di quindici anni; da dilettante tra il 1922 e il 1924 si distinse in diverse competizioni: nel 1923 al Gran Premio di Alessandria, si imponeva sul fratello, tagliando per primo il traguardo; entrambi i fratelli si aggiudicarono anche la Coppa San Giorgio. Nel 1924 vinse la Coppa Martini Rossi e la Milano-Torino di categoria,arrivando al Velodromo Torinese con due minuti di vantaggio dai suoi immediati inseguitori.
Figura di rilievo per la carriera dei fratelli fu il massaggiatore Mario Dinda, con il quale instaurarono una profonda amicizia; egli notò che i ragazzi possedevano doti fisiche non proprio comuni e decise di accompagnarli nelle loro imprese.
Il 1925 fu l'anno nel quale divenne professionista, distinguendosi fin dall'inizio. La sua prima gara importante fu la Milano-Sanremo, con la maglia della squadra milanese Atala, nel corso della quale, sul Turchino, oppose resistenza a campioni come Costante Girardengo e Giovanni Brunero, ma fu costretto a desistere a causa di diverse forature. Nello stesso anno alla Milano-Modena, ancora in maglia Atala, fuggì sull'Appennino Reggiano, lasciandosi tutti alle spalle; solo nel finale fu raggiunto e superato, chiudendo quarto e primo degli juniores. Sempre nel 1925 si guadagnò la citazione nell'Albo d'oro degli Pneumatici Pirelli insieme al fratello Battista.
Nel 1926, fu definito "un'autentica promessa" in un articolo de La Gazzetta dello sport di martedì 2 marzo; arrivò terzo al Campionato Italiano Indipendenti e, correndo per la squadra della Dei, settimo assoluto al Giro di Lombardia. Nel 1927 al Giro dell'Emilia fu sesto assoluto e primo degli juniores. Vinse nel 1928 il Giro del Piemonte con alle spalle il fratello Battista e si aggiudicò la Coppa Val Maira, imponendosi con la maglia della Bianchi. Sempre nel 1928 andarono in Francia, per la prima volta, per partecipare insieme alla sei giorni di Nizza.
Al Giro di Romagna nel 1929 si piazzò quinto assoluto e secondo degli juniores, e nello stesso anno terzo assoluto al Giro di Toscana; l'anno dopo fu secondo al Giro della Provincia di Reggio Calabria;nel 1932 giunse primo nella Coppa Bernocchi.
In carriera partecipò anche a sette edizioni del Giro d'Italia: in quello del 1929 fu quarto nella tappa di Cosenza, in quello del 1930 secondo nella tappa di Catania, in quello del 1932 secondo nella tappa di Genova; nella Napoli-Foggia, 8ª tappa del Giro d' Italia del 1933, si aggiudicò la Maglia Bianca; nello stesso anno vinse ad Asti l'individuale professionisti su pista. Partecipò al Tour de France 1930, mentre al Giro di Germania 1931, per la squadra della Opel, fu quinto nelle tappe di Ulma e nella tappa di Magdeburgo. Negli anni trenta del Novecento visse in Francia con il fratello Battista, per alcuni anni : qui prese parte a competizioni come la Nizza-Tolone-Nizza, il Grand Prix de la Victoire a Nizza, e la Nizza-Annot-Nizza, dove nel 1934 si piazzò al secondo posto.
Tra una gara e l'altra supportava il fratello nella sua attività di cicli, aperta in quegli anni a Nizza, e aiutava la sua prima moglie nel commercio familiare di fiori.
In quel periodo Giuntelli tornava in Italia solo per partecipare alle gare in calendario.
Nel 1936 si piazzò al secondo posto nel Campionato Italiano Indipendenti; nello stesso anno concluse la sua carriera da professionista, ma continuò a gareggiare come veterano.

## Dopo il ritiro

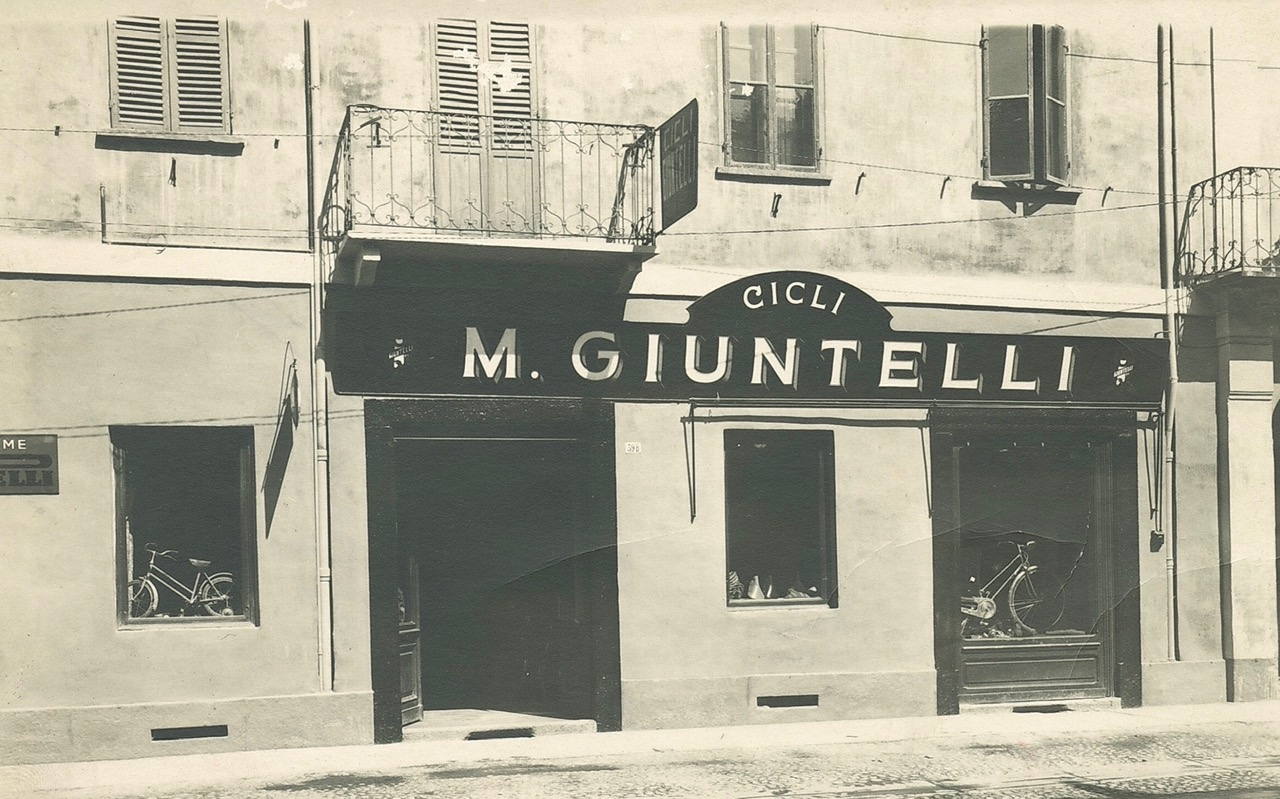
Bottega cicli Marco Giuntelli, Corso Vittorio Alfieri, Asti

Rientrato in Italia dopo il ritiro dall'agonismo, aprì nella città di Asti una bottega di cicli nel 1939, ubicata in Corso Vittorio Alfieri. Al suo interno vendeva marchi prestigiosi di biciclette, come la Torinese Fréjus. Negli anni successivi iniziò la produzione di biciclette con il suo nome, "Giuntelli"; tra i suoi più preziosi dipendenti ricordiamo Valter Mortara, meccanico della gestione costruzione ciclo. Giuntelli diventò concessionario di celebri fabbriche, come Benelli, Iso, Iso Isetta, Velosolex.
Negli stessi anni con il fratello fu creatore e responsabile di due squadre di ciclisti dilettanti attive con le loro biciclette; tra i vari atleti che si distinsero correndo con le biciclette "Giuntelli" si ricorda Francesco Roberto, attivo anche come stayer nel mezzofondo. Nel 1947 divenne direttore sportivo del gruppo ciclistico Way-Assauto di Asti,che gareggiava con i cicli prodotti da lui e i suoi operai, nella sua officina.
Morì il 15 aprile del 1964 all'età di 59 anni; le sue spoglie riposano vicino a quelle delle sue due mogli, nel cimitero di Asti.

## Palmarès
- 1922 (dilettanti)

Coppa Tuninetti
- 1923 (dilettanti)

G.P. di Alessandria
G.P. Spumante-Canelli
- 1924 (dilettanti)

Milano-Torino
Coppa Nazionale dello Statuto - Coppa Petrino
Genova-Tortona-Genova
Coppa del Re - Roma
Coppa Martini e Rossi
Coppa San Gregorio
G.P. di Novara
Giro dei Due Laghi
Coppa Città di Canelli
Doppio Giro del Circondario di Biella
Circuito di Savona
- 1926

Coppa Principe di Piemonte
Torino - Sestri Ponente
Campionato del Piemonte
- 1928

Giro del Piemonte
Coppa Val Maira
- 1932

Coppa Bernocchi

### Altri successi
- 1933

Trofeo Magno al Giro d'Italia (con Antonio Folco e Cesare Facciani)
Individuale Professionisti - Asti

## Piazzamenti

### Grandi Giri
- Giro d'Italia

1927: ritirato
1928: ritirato
1929: 20º
1930: ritirato
1932: 32º
1933: 16º
1934: ritirato
- Tour de France

1930: 31º

### Classiche monumento
- Milano-Sanremo

1925: 8º
1929: 12º
1932: 82º
- Giro di Lombardia

1923: 32º
1925: 8º
1926: 7º
1927: ritirato
1928: ritirato

## Riconoscimenti
- Il Comune di Tonco, nel 2011, dedica una Via ai fratelli Giuntelli, per onorarli e ricordare le loro imprese.
- Ad Asti e a Tonco intitolate due vie a “I Pionieri del ciclismo Piemontese e Italiano : Marco e Battista Giuntelli "